# ケニウィック (ワシントン州)
ケニウィック（Kennewick）は、アメリカ合衆国ワシントン州ベントン郡の都市である。人口は8万3921人（2020年）。コロンビア川南西に位置し、その対岸にはパスコがある。また、コロンビア川とヤキマ川の南の合流点である。
トリシティズと呼ばれるハンフォード・サイト近郊の中規模な都市圏のうち最も人口の多い都市である。トライシティズにはケニウィックの他にパスコとリッチランドが属している。

## 歴史
先史時代、古人類のひとつであるケネウィック人が生活していた。遺骨が1996年にコロンビアのほとりから発掘され、先住民族であるにもかかわらずコーカソイドの特徴を持っているため、年代の特定が注目されている(一説によると、9,300年前のものと言われている)。
「ケニウィック」という名前は、ネイティブ言語の「草原(grassy place)」に由来すると考えられている。冬の気候が穏やかであることから「冬の楽園(winter paradise)」とも呼ばれている。ネイティブの少女の笑い声 "Tehe" が由来とも言われている。
1880年代、蒸気船や鉄道がコロンビア川沿いに接続され、開拓民たちからケニウィックの名が知られるようになった。1887年、ノーザン・パシフィック鉄道によりケニウィックとパスコをつなぐ一時的な鉄道橋が建造された。しかしその冬、コロンビア川の氷に耐えきれず陥落した。翌年、頑丈な鉄道橋がつくられた。
1894年から1931年まで、コロンビア川にケーブルフェリーが運航されており、ミネアポリスからタコマへの貨物輸送に利用されていた。
1890年代、ノーザン・パシフィック灌漑会社(Northern Pacific Irrigation Company)がケニウィック高地での農業のために水路とポンプを導入し、地域に灌漑をもたらした。信頼性の高い水源を得たことにより、果樹園やブドウ園が成長し、イチゴがこの地の特産物となった。
1904年2月5日、ケニウィックが正式に設立された。1912年、ベントン郡の郡庁所在地をプロッサーからケニウィックへ移動しようと入札があったが失敗した。

## 地理
北緯46度12分13秒、西経119度9分33秒 (46.203475, -119.15927)に位置している。
アメリカ合衆国統計局によると、総面積63 km2 (24.3 mi2) である。このうち59.4 km2 (22.9 mi2) が陸地であり、3.6 km2 (1.4 mi2) (5.67%) が水地である。
- 山:
- 河川: コロンビア川、ヤキマ川（英語版）
- その他:

## 気候
ケニウィックはステップ気候（ケッペンの気候区分BSk）にあり、かろうじて砂漠気候から脱している。
冬は肌寒いが、軽い降雨を伴う程度である。夏は暑く、非常に乾燥している。カスケード山脈の雨陰にあるため、降雪は珍しく軽微であり、降水量はスポケーンの半分以下、アストリアの8分の1以下である。
| ケニウィックの気候     | ケニウィックの気候 | ケニウィックの気候 | ケニウィックの気候 | ケニウィックの気候 | ケニウィックの気候 | ケニウィックの気候 | ケニウィックの気候 | ケニウィックの気候 | ケニウィックの気候 | ケニウィックの気候 | ケニウィックの気候 | ケニウィックの気候 | ケニウィックの気候 |
| 月                     | 1月                | 2月                | 3月                | 4月                | 5月                | 6月                | 7月                | 8月                | 9月                | 10月               | 11月               | 12月               | 年                 |
| ---------------------- | ------------------ | ------------------ | ------------------ | ------------------ | ------------------ | ------------------ | ------------------ | ------------------ | ------------------ | ------------------ | ------------------ | ------------------ | ------------------ |
| 最高気温記録 °C （°F） | 20 (68)            | 23 (74)            | 28 (82)            | 33 (91)            | 40 (104)           | 42 (107)           | 43 (109)           | 43 (110)           | 38 (100)           | 32 (89)            | 26 (79)            | 20 (68)            | 43 (110)           |
| 平均最高気温 °C （°F） | 4.7 (40.4)         | 8.8 (47.9)         | 14.4 (58.0)        | 19 (66.2)          | 23.4 (74.1)        | 27.6 (81.6)        | 31.8 (89.3)        | 31.6 (88.9)        | 26.4 (79.5)        | 19.1 (66.3)        | 10.2 (50.4)        | 5.1 (41.1)         | 18.51 (65.31)      |
| 平均最低気温 °C （°F） | −2.2 (28.0)        | −0.4 (31.3)        | 2.4 (36.4)         | 5.7 (42.3)         | 9.6 (49.2)         | 13.2 (55.8)        | 16.1 (61.0)        | 15.8 (60.5)        | 11 (51.8)          | 5.5 (41.9)         | 2.1 (35.7)         | −1.5 (29.3)        | 6.44 (43.60)       |
| 最低気温記録 °C （°F） | −28 (−19)          | −31 (−23)          | −12 (10)           | −6 (22)            | −1 (30)            | 3 (38)             | 6 (42)             | 5 (41)             | −1 (30)            | −8 (17)            | −22 (−8)           | −22 (−7)           | −31 (−23)          |
| 降水量 mm （inch）     | 27.4 (1.08)        | 20.6 (0.81)        | 18.5 (0.73)        | 14.2 (0.56)        | 16.3 (0.64)        | 13 (0.51)          | 5.6 (0.22)         | 4.6 (0.18)         | 7.6 (0.30)         | 15.2 (0.60)        | 25.4 (1.00)        | 28.7 (1.13)        | 197.1 (7.76)       |
| 出典：                 |                    |                    |                    |                    |                    |                    |                    |                    |                    |                    |                    |                    |                    |

## 人口
2010年国勢調査推計による人口統計データ
| 基礎データ - 人口: 73,917人 - 世帯数: 27,266世帯 - 家族数: 18,528家族 - 人口密度: 1,059.8人/km2（2,744.8人/mi2） - 住居数: 28,507軒 - 住居密度: 408.7軒/km2（1,058.6軒/mi2） 人種別人口構成 - 白人: 78.5% - アフリカン・アメリカン: 1.7% - ネイティブ・アメリカン: 0.8% - アジア人: 2.4% - 太平洋諸島系: 0.2% - その他の人種: 12.1% - 混血: 4.3% - ヒスパニック・ラテン系: 24.2% 年齢別人口構成 - 18歳未満: 28.2% - 18-24歳: 10.3% - 25-44歳: 26.8% - 45-64歳: 23.8% - 65歳以上: 10.9% - 年齢の中央値: 32.6歳 - 性比 - 男性: 49.9% - 女性: 50.1% | 世帯と家族（対世帯数） - 18歳未満の子供がいる: 37.9% - 結婚・同居している夫婦: 49.3% - 未婚・離婚・死別男性が世帯主: 5.7% - 未婚・離婚・死別女性が世帯主: 13.0% - 非家族世帯: 32.0% - 単身世帯: 25.7% - 65歳以上の老人1人暮らし: 8.8% - 平均構成人数 - 世帯: 2.67人 - 家族: 3.22人 収入と家計（2000年推計） - 収入の中央値 - 世帯: 41,213米ドル - 家族: 50,011米ドル - 性別 - 男性: 41,589米ドル - 女性: 26,022米ドル - 人口1人あたり収入: 20,152米ドル - 貧困線以下 - 対人口: 9.7% - 対家族数: 12.9% - 18歳以下: 18.8% - 65歳以上: 8.7% |

## 経済
産業の成長を見込んでいる2番目の都市としてフォーブス誌に紹介された。記事によると、パシフィック・ノースウェスト国立研究所や地域の農地による採用者の増加を見込んでいる、という。

## 教育
- 学区
  - ケニウィック教育学区
- 高等教育機関
  - ケニウィック高校
  - カミアキン高校
  - サウスリッジ高校

## 交通
パスコにトリシティズ空港がある。パスコ(写真左手)からケニウィック(写真右手)に架かるケーブルブリッジによりコロンビア川を横断できる。

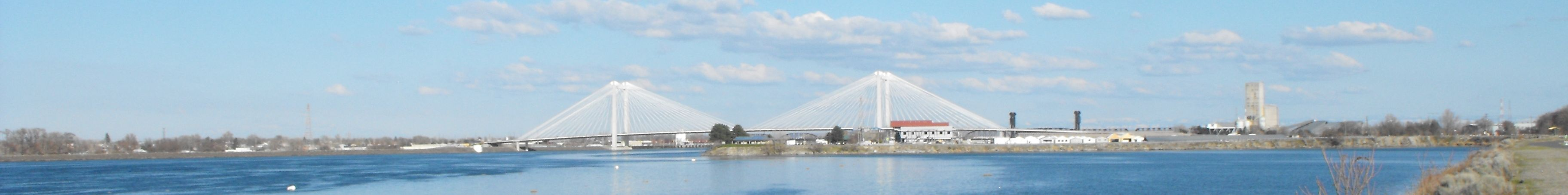

## 名所・旧跡・観光スポット・祭事・催事
- スポーツクラブ・スポーツチーム
  - トリシティ・アメリカンズ（英語版）: ウエスタン・ホッケー・リーグ（英語版）に所属するチーム。
  - トリシティズ・フィーバー（英語版）: インドア・フットボール・リーグ（英語版）に所属するのチーム。
- 施設
  - トヨタセンター (ケニウィック)（英語版）: トリシティ・アメリカンズ、トリシティズ・フィーバーの本拠地。

## 有名人
- アダム・カリカー: アメリカンフットボール選手。ディフェンシブエンド。ナショナル・フットボール・リーグ、ワシントン・レッドスキンズに所属した。
- デーモン・ラスク: NASCARドライバー。
- ジェレミー・ボンダーマン: 野球選手。投手。メジャーリーグベースボール、デトロイト・タイガースの優勝に貢献した。
- キーモー・ボン・オールホフェン: アメリカンフットボール選手。ディフェンシブタックル。
- オラフ・コルツィク: アイスホッケー選手。ゴールテンダー。NHL、ワシントン・キャピタルズに所属した。
- ステュアート・バーネス: アイスホッケー選手。NHL、ダラス・スターズのアシスタントコーチ。
- レイ・マンスフィールド: アメリカンフットボール選手。センター。
- リック・エマーソン: ラジオパーソナリティー。
- ラス・スワン: 野球選手。投手。
- スコット・ポラード: バスケットボール選手。NBA、サクラメント・キングスやインディアナ・ペイサーズなどに所属していた。

## 姉妹都市
- 鶯歌鎮, 台湾
- 桃園市, 台湾